# Болгарская медоносная пчела
Болгарская медоносная пчела (болг. българска медоносна пчела) — распространённая в Болгарии порода медоносных пчёл местного происхождения, биологическая классификация лат. Apis mellifera rodopica=Apis mellifera macedonica.

## История
Болгарская медоносная пчела сформировалась издавна под влиянием специфических условий, характерных для территории её обитания и составляет основу болгарского пчеловодства. Разводная работа с пчёлами велась стихийно, на основе массового отбора, известны единичные исследования местных пчёл, зарубежных пород и их гибридов. Плановая селекционная работа с пчёлами начата в 1978 году. Министерство сельского хозяйства и продовольствия Болгарии утвердило долгосрочную программу племенной работы, определившую два направления разведения и улучшения пчёл: целенаправленную работу с местной пчелой и гибридизацию с другими породами. Были определены три резервата с разными природно-климатическими условиями и медоносной растительностью на западе, востоке и юге страны, было начато создание картотеки пчеловодческих хозяйств и пчёл, выведение линий, исследование продуктивных и расплодных свойств и отбор лучших семейств.
По второму направлению в определённых программой регионах в 1980-х годах исследовали двух-, трёх- и четырёхпородные кроссы местных пчёл с итальянскими (A. mellifera ligustica), серыми горными кавказскими (A. mellifera caucasica) и краинскими (A. mellifera carnica). Работы с кроссами были прекращены в 1987 году, но результатом неконтролируемого распространения потомства от гибридных пчеломаток стала потеря множества локальных популяций чистопородных болгарских пчёл, сокращение числа семейств и ухудшение их продуктивности. Метизация генофонда сделала невозможной селекционную работу с чистопородной пчелой даже в резерватах и её пришлось прекратить, за исключением одного племенного питомника в восточном резервате и опытной станции в Кюстендиле. В результате перемен в политике и экономике страны, включая сельское хозяйство, в 1990-х годах резерваты прекратили существование, сеть пчеломаточных хозяйств перестала функционировать, а сами хозяйства были ликвидированы. Единственным предприятием, продолжавших производить пчеломаток, стало пчелохозяйство «Апиакта» в Ловече. Ограниченные мощности единственного производителя не могли обеспечить потребности сельского хозяйства в пчелиных семьях: производство маток сократилось до 3-4 тысяч в год, в то время как до 1988 года их производство достигало 100—120 тысяч. Естественным следствием дефицита стало стихийное неконтролируемое размножение маток и роёв, сопровождавшееся распространением генетических и ветеринарных проблем. Состояние генофонда болгарской медоносной пчелы было угрожающим.
В 1999 году Министерство утвердило новую программу развития пчеловодства, предусматривающую разведение и селекцию исключительно болгарской медоносной пчелы, показавшей свое преимущество перед кроссами и их потомками как по продуктивности, так и по приспособленности к местным природным условиям. Следовало заново инвентаризировать породный состав пчёл в хозяйствах Болгарии, сформировать резерваты и организовать селекционную работу на основе поглощающих скрещиваний, чтобы затем перейти к чистопородному разведению. После завершения отбора по фенотипу селекционеры начали отбор по продуктивности с целевыми показателями: не менее, чем тридцатипроцентное превышение над средними данными по мёду и воску и высокая яйценоскость маток. Селекционная работа была сконцентрирована в племенных центрах в регионах и координировалась национальной племенной ассоциацией по пчеловодству. В результате были созданы чистопородные линии, на основе которых в настоящее время производится дальнейшая селекция по продуктивности, в том числе с использованием межлинейных внутрипородных кроссов. Пчеломаток производят исключительно в племенных центрах путём искусственного осеменения или на закрытых оплодотворительных пунктах. Ввоз пчёл из-за рубежа был запрещён.
В 2003 году начато ведение племенной книги болгарской медоносной пчелы. К 2010 году численность контролируемых пчелосемейств в стране превысила 11 тысяч (при общей численности пчелосемейств свыше 600 тысяч), действуют 56 пчелохозяйств.

## Описание и характеристика
Хитиновый щиток грудного отдела рабочих пчёл тёмный, без крупных жёлтых пятен или полосок. Брюшко тёмное, жёлтые пятна мелкие. Длина переднего крыла 9,1 мм, ширина 3,2 мм, кубитальный индекс 2,6—3,0, длина хоботка 6,4—6,6 мм, вес плодной матки 230—320 мг.
В характерных условиях обитания семейства мало склонны к роению (3-5 %), для них типична самосмена матки. На изменение условий выпаса болгарские медоносные пчёлы реагируют быстро: при хорошем уходе и богатом выпасе высокопродуктивны и образуют сильные семейства, при отсутствии выпаса расходуют запасы пищи экономно и ограничивают матку, но в меньшей степени, чем кавказская пчела. В обычных условиях плодовитость матки достигает 2 тысяч яиц за 24 часа.
Пчёлы хорошо охраняют гнездо и обычно не крадут запасы пищи у других семей. Собранную пищу складывают одновременно в медовые и пчелиные ячейки сот. Мёд запечатывают преимущественно белым воском. Продуктивность 19,5 кг мёда в год. В условиях климата Болгарии легко переносят как высокие, так и низкие температуры и хорошо зимуют. Пчёлы сравнительно миролюбивы и позволяют опытному пчеловоду работать без защитной одежды и дымаря.